# 南瓦镇
南瓦镇，原为南瓦乡，是中华人民共和国四川省凉山彝族自治州金阳县下辖的一个乡镇级行政单位。2021年1月12日，撤销南瓦乡、土沟乡、丝窝乡和依莫合乡，设立南瓦镇。以原南瓦乡、原土沟乡和原丝窝乡尼波洛村、扎兰姑村及原依莫合乡古梯村、吉辅村所属行政区域为南瓦镇的行政区域。

## 行政区划
南瓦镇下辖以下地区：
特尔村、书波村、尼古拉达村和地洛村。